# Noter fra kælderen
|  | Denne artikel er oprettet af botten PalnaBot ud fra en ekstern database. Den kan derfor have sproglige fejl eller mangler. Denne skabelon kan fjernes efter kontrol af indholdet. |

Noter fra kælderen er en kortfilm fra 2011 instrueret af Isabella Eklöf efter manuskript af Isabella Eklöf.

## Handling
Noter fra kælderen er et nedslag i den absurde dagligdag, der hersker mellem en pædofil og den lille pige, han holder fanget i sin kælder. Historien er inspireret af de hændelser, der fandt sted i Belgien og i Østrig fra 90'erne og op til i dag.